# Le Ponthou

Le Ponthou este o comună în departamentul Finistère, Franța. În 1 ianuarie 2018 avea o populație de 179 de locuitori.